# Adolf T. Schneider

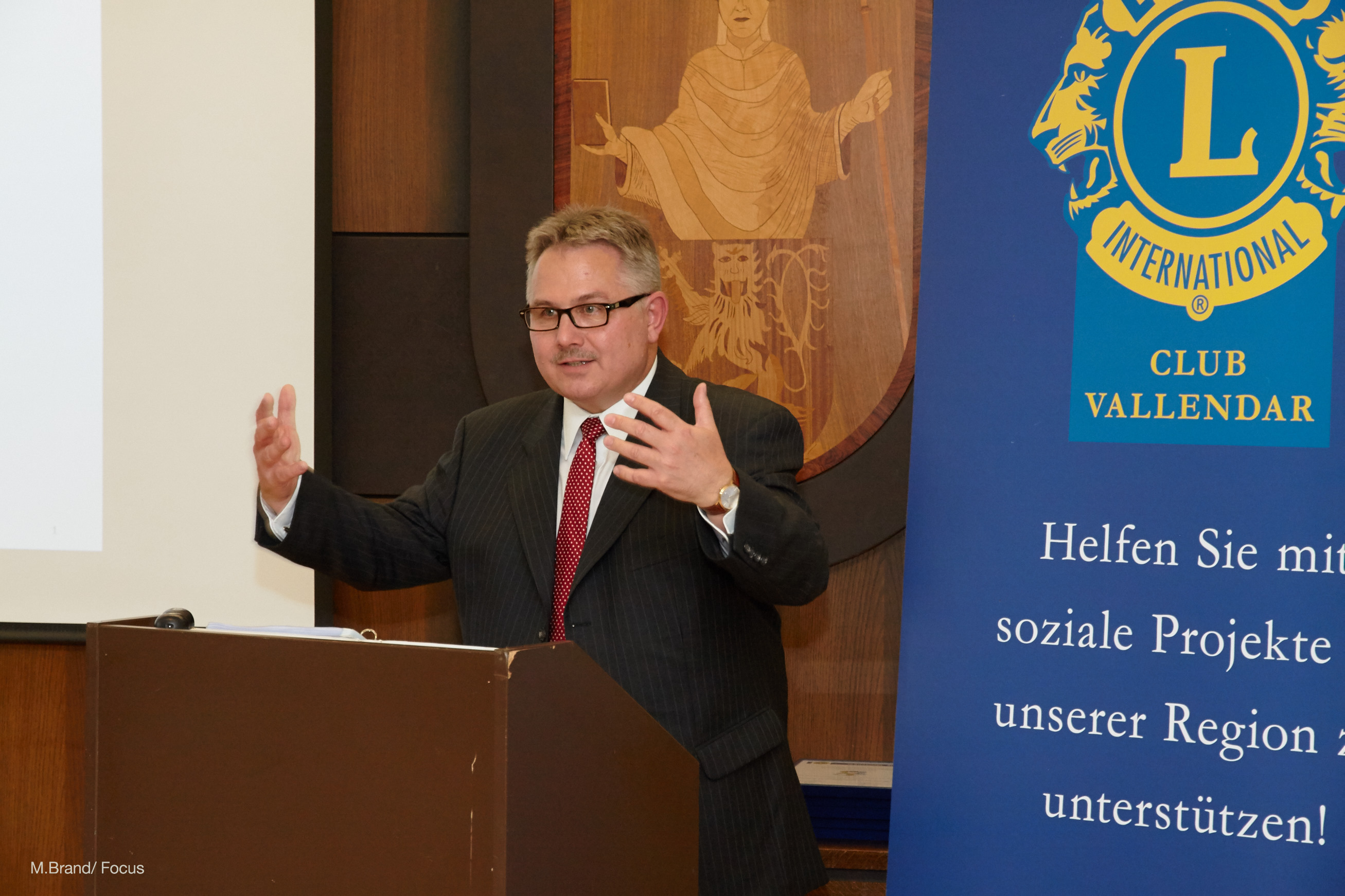
Verleihung eines Bürgerprojektpreises durch Adolf T. Schneider 2016

Adolf Theo Schneider (* 10. März 1961 in Fremont, Kalifornien) ist ein deutsch-amerikanischer Unternehmer, Reservestabsoffizier (Oberst) und Heimatforscher. Er lebt und wirkt seit 1986 in Vallendar in Rheinland-Pfalz. Seit dem 16. Mai 2023 ist er hauptamtlicher Bürgermeister der Verbandsgemeinde Vallendar.

## Leben und Ausbildung
Schneider besuchte die Grundschule (Bernhard-Honkamp-Schule) in Welver, das Aldegrever-Gymnasium in Soest und ab 1972 das städtische Gymnasium Bettina von Arnim in Dormagen, wo er 1980 die Allgemeine Hochschulreife (Abitur) erlangte.
Von Oktober 1981 bis Februar 1985 studierte er an der Hochschule der Bundeswehr in Hamburg (heute: Helmut-Schmidt-Universität) und schloss im Februar 1985 als Diplom-Ingenieur für Maschinenbau mit den Interessenschwerpunkt in Prozessen und Datenverarbeitung ab. 1994 wurde ihm durch die Fédération Européenne d’Associations Nationales d’Ingénieurs in Paris die Bezeichnung „Europa Ingenieur“ verliehen. 1995 absolvierte er in Paris den Lehrgang „Management of Managers Europe“ durch die University of Michigan – School of Business Administration.

## Berufliche Tätigkeit

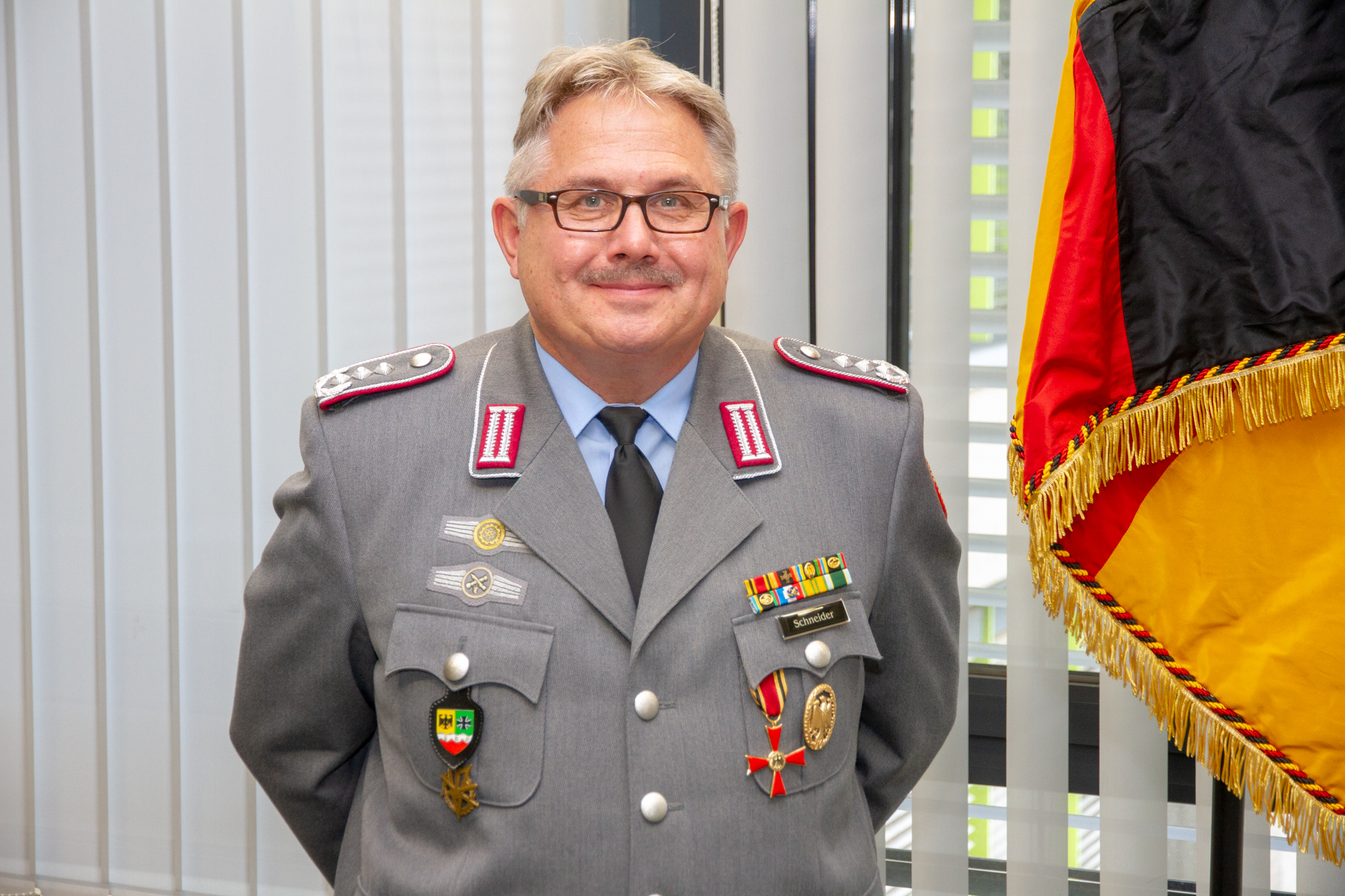
Reservedienstleistung 2020

### Bundeswehr
Von 1980 bis 1992 war Schneider als Offizier für 12 Jahre bei der Bundeswehr. Er ist ausgebildeter Panzeroffizier, wurde nach seinem Studium in der Logistik und von 1988 bis 1992 im damaligen PSV-Bataillon in Andernach eingesetzt. Seit 1992 ist Schneider Reservestabsoffizier und arbeitete bis 2011 als Referent im Bundesministerium der Verteidigung – Führungsstab der Streitkräfte. 1998 wurde er zum Oberstleutnant der Reserve und 2012 zum Oberst der Reserve befördert. Er war bis 2024 als Oberst im Generalstab beim Bundesamt für das Personalmanagement der Bundeswehr in Köln tätig.

### Unternehmer
1990 gründete Schneider in Vallendar das Unternehmen Schneider+Partner, ein Beratungsunternehmen im Bereich Organisationsoptimierung, Projektmanagement und Interimsmanagement, sowie die Fa. Schneider System GmbH, die ab 2010 als UWS Business Solutions GmbH firmiert und deren Anteile er 2015 verkaufte. Außerdem ist Schneider Inhaber des landwirtschaftlichen Gutes Wüstenhof, auf dem seine Familie seit dem 17. Jahrhundert lebt.

### Bürgermeister
Am 9. Oktober 2022 wurde Schneider als parteiloser, unabhängiger Kandidat in einer Stichwahl mit 55,51 % der Stimmen für acht Jahre zum hauptamtlichen Bürgermeister der Verbandsgemeinde Vallendar gewählt. Sein Amtsantritt als Nachfolger von Fred Pretz (SPD) erfolgte zum 16. Mai 2023.

## Heimatkundliche Tätigkeit
Schneider ist seit über 40 Jahren Heimat- und Familienforscher und -sammler. Er unterstützt u. a. die Stadt Vallendar in Fragen der Heimat- und Familienforschung und veranstaltet Jahresausstellungen im durch ihn betriebenen städtischen Museum. Schneider sammelt heimatkundliche und regionalgeschichtliche Dokumente, Bücher und Gegenstände und hat daraus eine umfangreiche Sammlung aufgebaut und ist Autor einer Reihe von Publikationen zur Heimat- und Familienforschung.

## Aktivität für ein friedliches und vereintes Europa

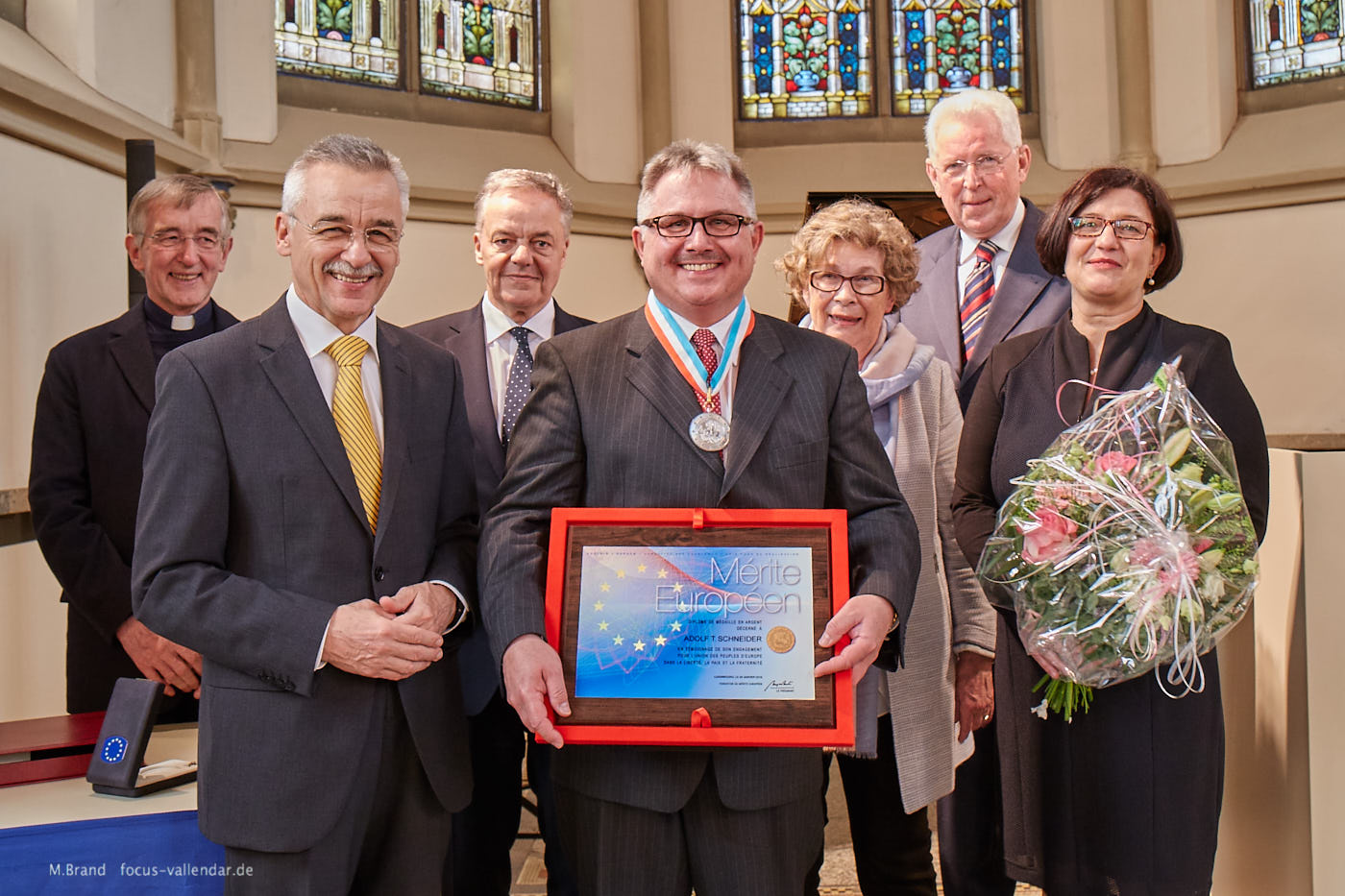
Verleihung des Mérite Européen an Adolf T. Schneider 2018

Beginnend mit Schüleraustauschen in den 1970er Jahren nach England und Offizieraustauschen mit Frankreich engagiert sich Schneider seit den 1980er Jahren ehrenamtlich für ein friedliches und freies Europa. Von 1994 bis 2003 war Schneider Vizepräsident und Geschäftsführer des Konrad-Adenauer-Kreises für freiheitliche und europäische Politik e.V. (Präsidentin: Parlamentarische Staatssekretärin a. D. Roswitha Verhülsdonk). Er war 1995 einer der Gründer des vom damaligen Bundestagspräsidenten Kai-Uwe von Hassel initiierten Mérite Européen Freundes- und Förderkreis Deutschland e.V., dessen Vizepräsident er heute ist.
Seit dem Frühjahr 2022 ist Schneider ebenfalls Vizepräsident in der Luxemburger Fondation du Mérite Européen als einer der Vertreter des ehemaligen Präsidenten der Europäischen Kommission Jacques Santer.

## Universitäres Engagement
Schneider engagiert sich ehrenamtlich seit 1988 an beiden Vallendarer Universitäten, der Philosophisch-Theologischen Hochschule Vallendar (u. a. Beratung und Mitarbeit im Ethik-Institut, medizinethischen Arbeitskreis, Strategieausschuss, Finanzausschuss) und der WHU – Otto Beisheim School of Management (Mitarbeit u. a. im Aufnahmeausschuss, Forum Mittelstand sowie bei historischen Themen) und beschäftigt sich mit ethischen Fragestellungen.

## Ehrungen
- Ehrenkreuz der Bundeswehr, 1990,
- Siegel der Stadt Vallendar, 2004,
- Wappen der Stadt Vallendar, 2006,
- President‘s Appreciation Award des Lionsclubs, 2016,[13][14]
- Mérite Européen der Luxemburger Fondation du Mérite Européen, 2018,[15][16][17]
- Bundesverdienstkreuz am Bande, 2020.[18][19][20][21]
- President‘s Appreciation Award des Lionsclubs, 2022.[22]

## Werke

### Autor

#### Bücher
- Hans-Reinhard Koch, Adolf T. Schneider u. a.: Matrikel der Bonner Rhenanen 1820 – 2022, Blaubücher der Bonner Rhenania Band 7, D.etL. Koch Verlag, Wachtberg 2022, ISBN 978-3-948899-03-5.
- Bendorf am Rhein: Eine historische Bilderreise von 1890 bis 1960, Sutton Verlag, Erfurt 2021, ISBN 3-96303-343-6.
- 25 Jahre Mérite Européen Deutschland – 50 Jahre Fondation du Mérite Européen, Mérite Européen Deutschland, Bonn 2020, ISBN 978-3-00-066260-7.[23]
- (Hauptautor und Herausgeber): Die Künstlerfamilie Verflassen zwischen Barock und Biedermeier, Petersberg 2019, Verlag Michael Imhof, ISBN 978-3-7319-0921-7[24]
- Vallendar – 150 Jahre Stadtgeschichte. Sutton Verlag, Erfurt 2006, ISBN 3-86680-009-6.
- Der Wüstenhof bei Vallendar – ein Hofgut und seine Besitzer und die Geschichte der Schnatzenmühle und ihrer Bewohner, Eigenverlag (Vallendar, In der Freiheit 34 : A. T. Schneider), herausgegeben von der Ortsgemeinde Weitersburg 2002, ISBN 3-00-009881-X.[25]
- Vallendar am Rhein im Spiegel alter Ansichtskarten. Geiger-Verlag, Horb am Neckar 1993, ISBN 3-89264-875-1.[26]

#### Broschüren
- Verbandsgemeinde Vallendar – Stadt Vallendar und Ortsgemeinden Niederwerth, urbar und Weitersburg – Ein Bildkalender mit historischen Ansichten für das Jahr 2023, Verden 2022, Verlag Haus der Werbung Verden, ISBN 978-3-98589-146-7.[27]
- Benefiz-Kunstauktion. Förderkreis Abtei Sayn, Bendorf 2001.
- Ortssippenbuch Vallendar der katholischen Kirchengemeinde St. Marzellinus und St. Petrus 1823–1874. Stadt Vallendar, Vallendar 1995.
- Benefiz-Kunstauktion. Förderkreis Abtei Sayn, Bendorf 1994.
- Benefiz-Kunstauktion zugunsten Aids-Hilfe Koblenz. Verlag JU, Vallendar 1992.

#### Beiträge
- Ein Scheunenfund und der Besuch des englischen Königs 1338        auf dem Niederwerth, in: Heimatbuch 2026, Kreisverwaltung Mayen-Koblenz, Koblenz 2025, ISSN 0944-1247
- Der Besuch Goethes in Vallendar vor 250 Jahren, in: Heimatbuch 2025, Kreisverwaltung Mayen-Koblenz, Koblenz 2024, ISSN 0944-1247
- Die in Vallendar verstorbene Heimatdichterin Josephine Moos und das "Mutter-Beethoven-Kreuz", in: Heimatbuch 2025, Kreisverwaltung Mayen-Koblenz, Koblenz 2024, ISSN 0944-1247.
- Die Sopranistin Julie Rothenberger aus Vallendar erobert ab 1858 die Opernwelt, in: Heimatbuch 20239, Kreisverwaltung Mayen-Koblenz, Koblenz 2022. ISSN 0944-1247.
- Der 1672 gekaperte Brief aus Surinam an Jean de Jauvelan in Vallendar, in: Heimatbuch 20239, Kreisverwaltung Mayen-Koblenz, Koblenz 2022. ISSN 0944-1247.
- Bonner Rhenanen und der Mainzer Texasverein – Altstädten, Alfter, v. Nauendorf und v. Dewitz eimigrieren, v. Schütz zu Holzhausen ist Gutachter, in: Nachrichten der Bonner Rhenania Nr. 127, Corps Rhenania Bonn, Bonn 2021, S. 105 ff.
- Bergrat Schäffer feiert 1851 sein 150. Dienstjubiläum auf der Saynerhütte, in: Heimatbuch 2020, Kreisverwaltung Mayen-Koblenz, Koblenz 2019. ISSN 0944-1247.
- Das unglaubliche Leben der Familie von Orsbach aus Vallendar, in: WdGfFk-Briefe. WdGfFk, Koblenz 2020.
- Der 1672 gekaperte Brief des Michel de Jauvelan aus Suriname an seinen Bruder Jean in Vallendar, in: WdGfFk-Briefe. WdGfFk, Koblenz 2020.
- Europa als Friedensmacht – eine Annäherung, in: Europastimme, 60. Jg., 2. Ausgabe, Juni 2021, ISSN 0014-2727
- Der Maler Johann Jakob Ignaz Verflassen – Vor 150 Jahren in Vallendar gestorben, in: Heimatbuch 2019, Kreisverwaltung Mayen-Koblenz, Koblenz 2018. ISSN 0944-1247.
- Carl d’Ester – Bonner Rhenane, Dirigent und Musikdirektor aus Vallendar, in: Nachrichten der Bonner Rhenania Nr. 121, Corps Rhenania Bonn, Bonn 2018.
- Europa wollen – seine Probleme erkennen – für seine Verwirklichung handeln. In: Hardthöhenkurier. K&K Medienverlag Hardthöhe, Bonn 2017. ISSN 0933-3355
- Jean Koch: Landschaftsmahler zu Vallendar bey Thal Ehrenbreitstein. In: Heimatbuch 2018. Kreisverwaltung Mayen-Koblenz, Koblenz 2017. ISSN 0944-1247
- Jan von Werth und die Schlacht bei Weitersburg 1637. In: Heimatbuch 2017. Kreisverwaltung Mayen-Koblenz, Koblenz 2016. ISSN 0944-1247
- Der Alkmaarer Kirchenmaler Alexander Kläsener aus Vallendar. In: Heimatbuch 2016. Kreisverwaltung Mayen-Koblenz, Koblenz 2015. ISSN 0944-1247
- Unmittelbar vor der Papstwahl – Kleines Rom in Vallendar. In: Heimatbuch 2015. Kreisverwaltung Mayen-Koblenz, Koblenz 2014 ISSN 0944-1247
- Das Wirken der Unternehmerfamilie d’Ester in Vallendar. In: Heimatbuch 2014. Kreisverwaltung Mayen-Koblenz, Koblenz 2013 ISSN 0944-1247
- Vallendar – die älteste Ansicht der Stadt am Rhein. In: Heimatbuch 2011. Kreisverwaltung Mayen-Koblenz, Koblenz 2010 ISSN 0944-1247
- Peter Berg – ein Vallendarer Genie in Texas vor 150 Jahren. In: Heimatbuch 2010. Kreisverwaltung Mayen-Koblenz, Koblenz 2009 ISSN 0944-1247
- Carl Ludwig Johann Nepomuk d’Ester – Armenarzt, Publizist und radikaler Demokrat. In: Heimatbuch 2009. Kreisverwaltung Mayen-Koblenz, Koblenz 2008 ISSN 0944-1247
- Stadt Vallendar im Jubiläumsjahr – eine Nachlese. In: Heimatbuch 2008. Kreisverwaltung Mayen-Koblenz, Koblenz 2007 ISSN 0944-1247
- Vallendar am Rhein – Verleihung der Stadtrechte vor 150 Jahren. In: Heimatbuch 2006. Kreisverwaltung Mayen-Koblenz, Koblenz 2005 ISSN 0944-1247
- Die Geschichte der Schnatzenmühle und ihrer Bewohner. In: 800 Jahre Weitersburg. Ortsgemeinde Weitersburg, 2002.
- Die Familie Schneider vom Wüstenhof. In: WdGfFk-Briefe. WdGfFk, Koblenz 1998.
- Der Wüstenhof bei Vallendar. In: WdGfFk-Briefe. WdGfFk, Koblenz 1996.
- Peter Berg – ein Vallendarer Schicksal in Texas. In: WdGfFk-Briefe. WdGfFk, Koblenz 1995.
- Die Goethesäule auf dem Wüstenhof bei Vallendar. In: Heimatbuch 1995. Kreisverwaltung Mayen-Koblenz, Koblenz 1994. ISSN 0944-1247
- Der Rheinberg in Urbar. In: Heimatbuch 1994. Kreisverwaltung Mayen-Koblenz, Koblenz 1993. ISSN 0944-1247

### Herausgeber
- Schneider System GmbH als Herausgeber von  Günther Pees : Vernetztes Denken bei E-Learning und Fernausbildung. Shaker Verlag, Aachen 2003, ISBN 3-8322-2296-0.[28]